# TAP 익스프레스
TAP 익스프레스(영어: TAP Express)는 포르투갈의 지역 항공사로 주로 유럽, 북아프리카 주요 도시에 취항하고 있다. 리스본 포르텔라 국제공항이 허브 공항으로 1988년에 설립되어 본사는 포르투갈 리스본에 위치해 있다.

## 역사
이 항공사는 1988년 7월에 설립 했지만 포르투갈의 항공 정책에 의해 취항이 인정되지 않는 상태가 지속되었다. 그러다가 1990년 7월에 리스본에서 포르투와 파루 간 국내선 노선을 취항을 시작했으나 국제선 정기 노선은 취항이 불가능했다. 하지만 국제선 전세기의 경우 취항이 인정되었다. 1992년에 최초로 국제선 정기 노선을 취항했으며 2006년에 주식을 모두 TAP 포르투갈이 인수해 자회사가 되었다. 2007년부터 모든 항공편이 TAP 포르투갈 항공편으로 통합되면서 마일리지 서비스도 통합되었다. 최근 2016년 포르투갈리아였던 회사명은 TAP 익스프레스로 개명하였다.

## 운항 노선
- 2017년 1월 기준으로 TAP 익스프레스는 다음과 같은 노선을 운항하고 있다.

## 보유 기종

### 현재 사용하는 기종
- 2021년 2월 기준으로 TAP 익스프레스는 다음과 같은 기종을 보유하고 있으며 평균 기령은 21.3년이다.[2]

## 사진

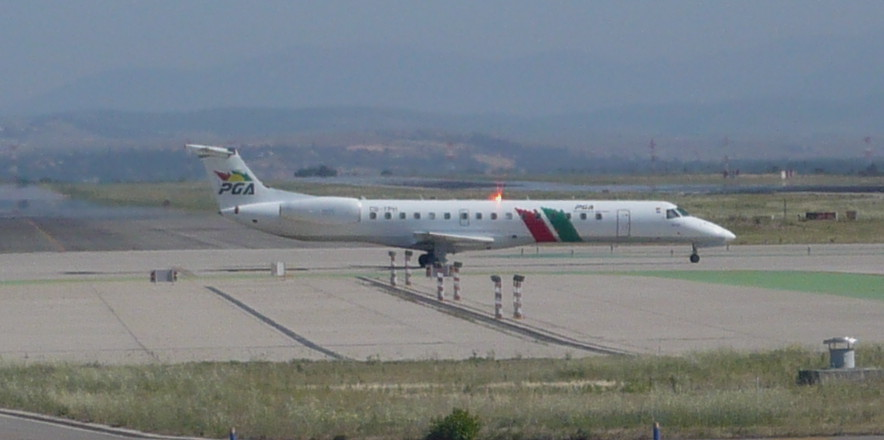
TAP 익스프레스의 엠브라에르 ERJ-145
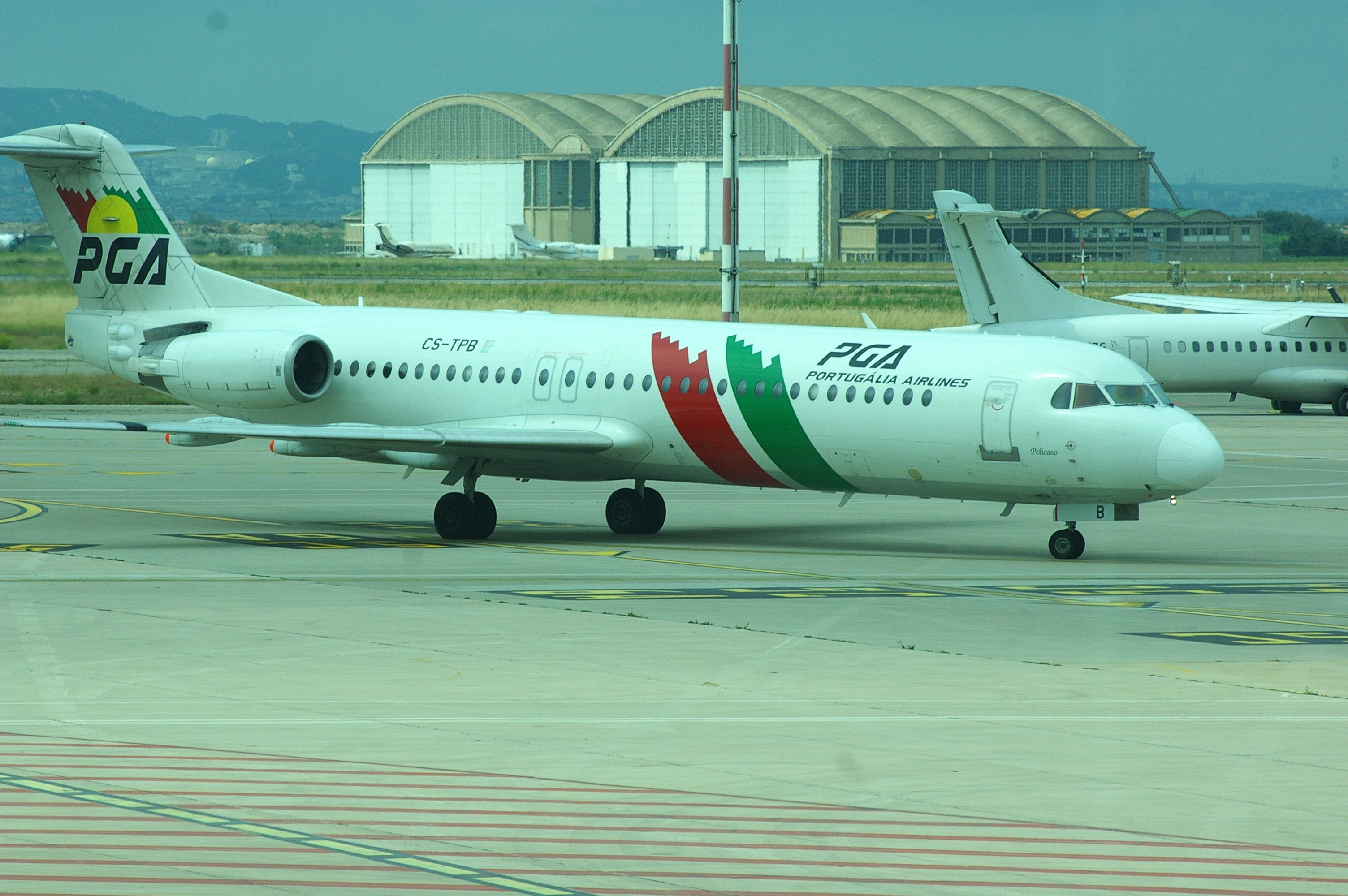
TAP 익스프레스의 포커 100